# Municipio de Jenner
El municipio de Jenner (en inglés: Jenner Township) es un municipio ubicado en el condado de Somerset en el estado estadounidense de Pensilvania. En el año 2000 tenía una población de 4.054 habitantes y una densidad poblacional de 24 personas por km².

## Geografía
El municipio de Jenner se encuentra ubicado en las coordenadas 40°09′00″N 79°07′59″O / 40.15000, -79.13306.

## Demografía
Según la Oficina del Censo en 2000 los ingresos medios por hogar en la localidad eran de $32,141 y los ingresos medios por familia eran $39,341. Los hombres tenían unos ingresos medios de $26,163 frente a los $22,688 para las mujeres. La renta per cápita para la localidad era de $15,066. Alrededor del 10,2% de la población estaban por debajo del umbral de pobreza.